# Религия в Палау
Религия в Палау  — совокупность религиозных верований, присущих народам этой страны. Подавляющее большинство населения Палау исповедует разные формы христианства. Также есть небольшие религиозные группы буддистов, бахаи, иудеев, мусульман, индуистов и местной синкретической религии модекнгеи. Около 0,1 % населения страны атеисты.
Правительство Соединенных Штатов не обнаружило каких-либо сообщений о социальных злоупотреблениях или дискриминации по религиозным убеждениям или обычаям.

## Христианство
По разным данным от 41,6 до 65 % населения Палау католики. Католические миссионеры появились на архипелаге в начале XVIII века. Постоянная миссия монахов капуцинов была открыта 23 апреля 1891 года. Палау входит в юрисдикцию епархии Каролинских островов, которая входит в митрополию Гуама.

## Модекнгеи
Модекнгеи появилось в начале XX века как синкретическое религиозное направление, которое объединяло христианство с древней палауской религией, основанной на анимизме и культе предков.

## Буддизм и синтоизм
Во времена когда архипелаг был под властью Японии на территории Палау вместе с переселенцами распространились буддизм и синтоизм. Впоследствии среди японских поселенцев на Палау буддизм и синтоизм в ходе религиозного синкретизма соединились в одну религию. Однако после поражения Японии в Второй мировой войне многие японцы обратились в христианство, а оставшиеся соблюдать буддизм прекратили практиковать синтоистские обряды.

## Ислам
В Палау насчитывается около 500 мусульман в основном рабочие-мигранты из Бангладеш и Пакистана прибывшие в Палау в начале XXI века. Также шести уйгурам из Китая, бывшим заключенным американской тюрьмы на базе в заливе Гуантанамо, в 2009 году разрешили поселиться в Палау.